# James Hewitt (Offizier)
James Lifford Hewitt (* 30. April 1958 in Derry) ist ein früherer britischer Offizier und ehemaliger Geliebter von Diana, Princess of Wales.

## Leben
Hewitt ist der Sohn eines Pentathleten und Offiziers der Royal Marines und besuchte die Millfield Public School in Somerset. Er durchlief eine Kadettenausbildung an der Royal Military Academy in Sandhurst und trat anschließend als Offizier der Life Guards in die British Army ein. Er kämpfte im Zweiten Golfkrieg, bei dem er in der Operation Desert Storm das Kommando über 14 Challenger-Panzer hatte. Seinen Militärdienst beendete er nach 17 Jahren im Rang eines Captains, nachdem er zweimal vergeblich versucht hatte, Major zu werden, die Voraussetzungen dafür jedoch nicht erfüllte.
Nach dem Ende seines Militärdienstes betrieb Hewitt einen Golfplatz in Marbella. Auch trat er in einer Reihe von Fernsehsendungen auf und übernahm in dem halbdokumentarischen Filmdrama Bloody Sunday des Regisseurs Paul Greengrass von 2002 die Rolle des Colonel Tugwell. In dem Fernsehdrama Diana – Ein Leben für die Liebe (Originaltitel Princess in Love) des Regisseurs David Greene von 1996 wurde Hewitt von Christopher Villiers dargestellt.

### Affäre mit der Princess of Wales
Hewitt war mehrere Jahre lang Geliebter von Diana, der damaligen Princess of Wales. Die damalige Frau des heutigen Königs, Charles III. (damals: Charles, Prince of Wales), lernte er 1986 bei einer Party in London kennen. Sie verpflichtete ihn zunächst als Reitlehrer für sich, später auch für ihre Söhne William und Harry. Die Affäre endete 1992. Die Beziehung wurde im selben Jahr durch den Journalisten Andrew Morton öffentlich gemacht. Die Journalistin Anna Pasternak veröffentlichte 1994 das Buch Princess in Love, das auf den Angaben Hewitts basierte. Am Erscheinungstag wurden 75.000 Exemplare verkauft. Die Princess of Wales bestätigte im November 1995 in einem BBC-Interview mit Martin Bashir das Verhältnis mit Hewitt. Sie sagte: “Yes, I adored him. Yes, I was in love with him. But I was very let down.” (deutsch: „Ja, ich habe ihn vergöttert. Ja, ich war verliebt in ihn. Aber ich bin sehr enttäuscht worden.“) Hewitt veröffentlichte 1999 seine Autobiografie Love and War, in der er unter anderem behauptete, die Princess of Wales habe ihm eine frühere Affäre mit ihrem Leibwächter Barry Mannakee eingestanden. Im Juli 2003 strahlte der britische Privatsender Channel 4 eine einstündige Dokumentation über Hewitt mit dem Titel Bekenntnisse eines Schurken aus, in der unter anderem seine erfolglosen Versuche dargestellt wurden, an ihn gerichtete Briefe der Princess of Wales zu verkaufen.

## Veröffentlichungen
- Love and War. Blake Publishing, London 1999, ISBN 978-1-85782-318-9.

## Filmografie
- 2002: Bloody Sunday (Colonel Tugwell)